# Florica Leonida
Floarea „Florica“ Leonida (* 13. Januar 1987 in Bukarest) ist eine ehemalige rumänische Kunstturnerin.
Sie begann im Alter von drei Jahren mit dem Turnen beim CSȘ Bukarest. Später turnte sie bei Steaua Bukarest. Im Jahr 2002 gewann Leonida bei den Junioren-Europameisterschaften vier Medaillen. Am Schwebebalken wurde sie Europameisterin und im Mehrkampf, am Boden sowie mit der Mannschaft gewann sie Silber.
Ihr größter Erfolg gelang ihr bei den Turn-Weltmeisterschaften 2003. In Anaheim (USA) gewann Leonida mit der rumänischen Turnriege mit Oana Ban, Alexandra Eremia, Andreea Munteanu, Cătălina Ponor und Monica Roșu hinter den USA die Silbermedaille. Bei den Turn-Weltmeisterschaften 2005 in Melbourne erreichte sie im Mehrkampf den sechsten Platz.
Bei den Turn-Europameisterschaften 2006 in Volos (Griechenland) gewann Leonida mit der rumänischen Mannschaft mit Sandra Izbașa, Steliana Nistor, Cătălina Ponor und Alina Stănculescu hinter Italien Silber.
Florica Leonida gehörte zum Kader für die Olympischen Spiele 2008, kam aber nicht zum Einsatz. Im selben Jahr trat sie zurück.